# Google Quantum AI Lab
Il Google Quantum AI Lab è una collaborazione tra Google, NASA Ames Research Center e la Universities Space Research Association. L'obiettivo di questa collaborazione è studiare le applicazioni della ottimizzazione quantistica ai problemi difficili dell'intelligenza artificiale. La filosofia del laboratorio è rendere i benefici dell'applicazione dell'intelligenza artificiale raggiungibili da tutti, dai piccoli ai grandi problemi. È di recente uscita l'annuncio della creazione di Bristlecone , un processore quantistico dotato di 72 qubit, presentato al meeting annuale dell'American Physical Society a Los Angeles. Lo scopo di questo processore basato su un sistema a porte in superconduzione è di fornire un ambiente di test per la ricerca sugli errori di sistema e la scalabilità di questa tecnologia per i qubit, e realizzare applicazioni nella simulazione quantistica, nell'ottimizzazione e nel machine learning.
Un'altra iniziativa annunciata dal laboratorio è il rilascio di OpenFermion, la prima piattaforma open source per la traduzione di problemi in chimica e scienza dei materiali in circuiti quantistici che possono essere eseguiti sulle piattaforme esistenti.